# アミアンの和約

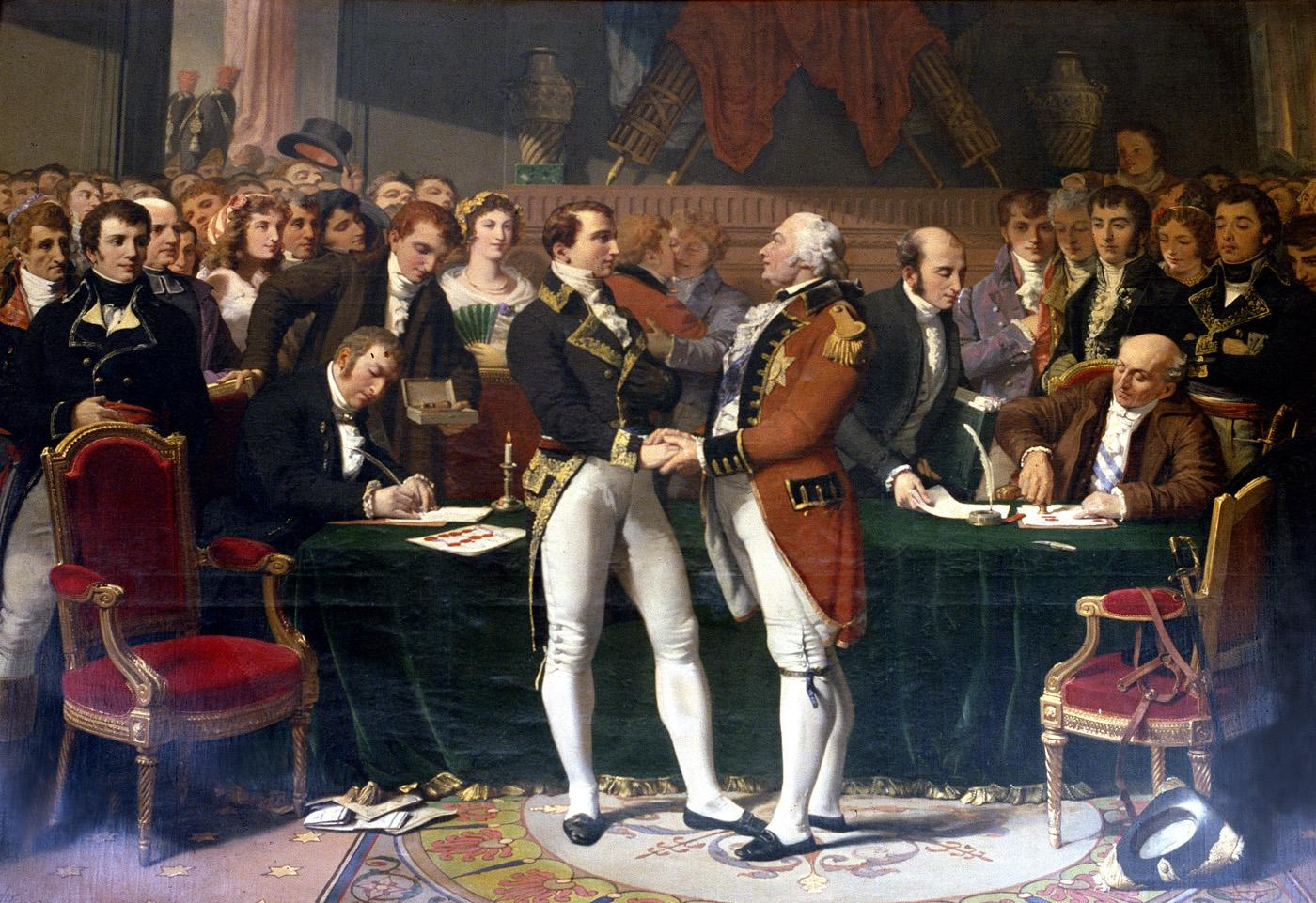
和約締結の様子

アミアンの和約（アミアンのわやく、英: Peace of Amiens、仏: Paix d'Amiens）は、1802年3月25日にグレートブリテン及びアイルランド連合王国（イギリス）とフランス第一共和政との間で締結された講和条約である。
アミアン講和条約（アミアンこうわじょうやく、英:Treaty of Amiens, 仏:Traité d'Amiens）とも呼ばれる。条約はフランス北部の都市アミアンにおいて締結された。

## 概要

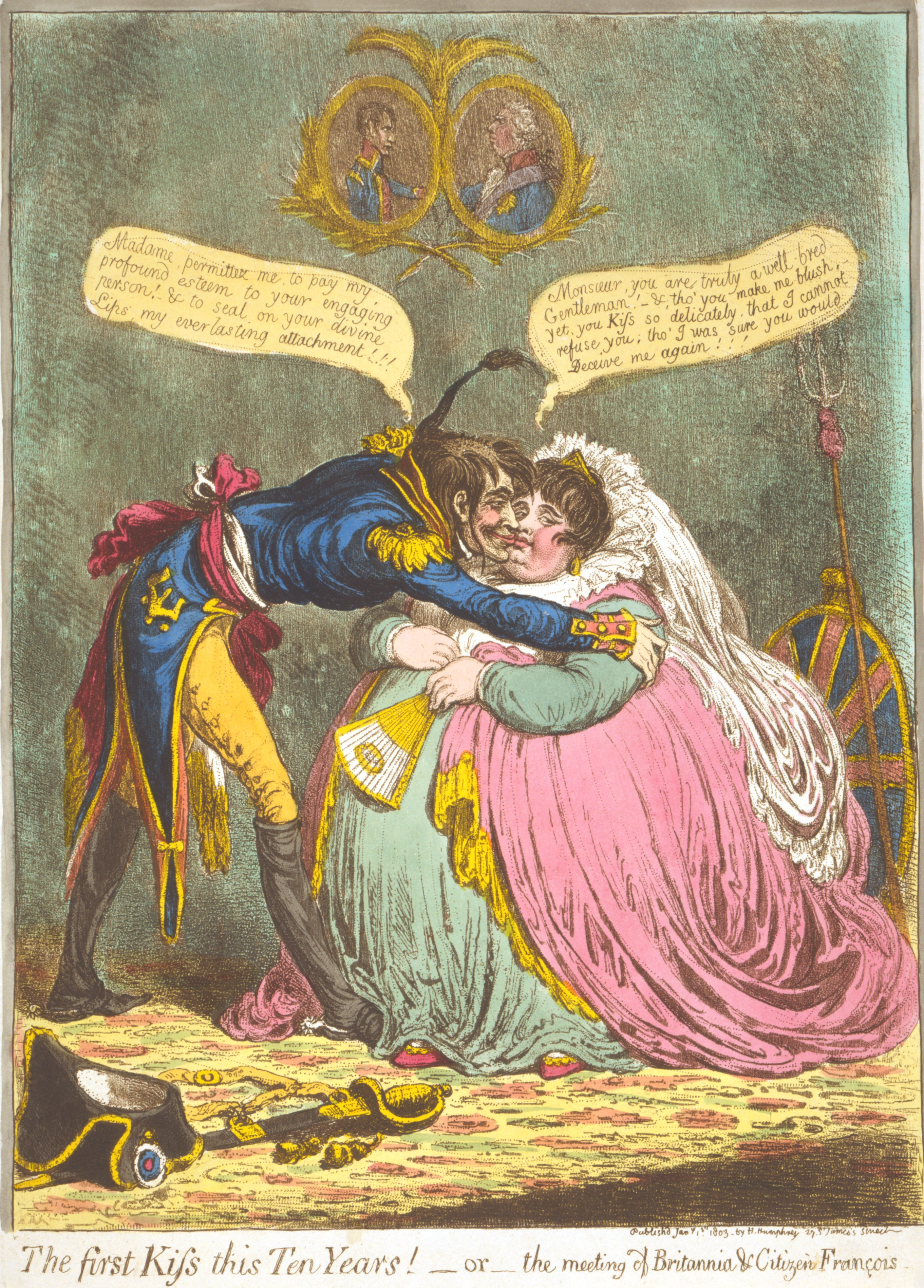
ジェームズ・ギルレイによるアミアンの和約の風刺画「10年ぶりのキス」

イギリスは1793年に第一次対仏大同盟を結成してフランスへ宣戦して以来、フランスとの間で戦争状態にあった。だがオーストリアが1801年にリュネヴィルの和約を締結して第二次対仏大同盟から脱落すると、イギリスのみが戦争を続けることになった。同年、イギリスでは対フランス強硬派のウィリアム・ピットが国内の宗教問題などから退陣し、対フランス融和派のヘンリー・アディントンが内閣を組織した。フランスでも、第一統領の地位にあったナポレオンは対外戦争より国内の安定を重視し、講和は望むものであった。こうして、1802年3月にフランス代表タレーランとイギリス代表のチャールズ・コーンウォリスによって講和条約が締結された。
講和条約において、イギリスは、マルタ島、ケープ植民地、エジプトといった占領地から軍を撤収することを約した。これによって、マルタ島はヨハネ騎士団へ、ケープ植民地はオランダ（バタヴィア共和国）へ返還されることになった。フランスは、ナポリ王国、ローマ教皇領から軍を撤収することを約した。
以降、ヨーロッパでは1年余りにわたって平和な期間が続いた。しかしアミアンの和約における取り決めはほとんど遵守されなかった。英仏両国は経済的にも相争う関係であり、特にフランスによるヨーロッパ市場からのイギリス製品の締め出しはイギリスにとって許容できないものであった。1803年5月、イギリスがオランダでフランスの船舶を拿捕したことを契機に両国の関係は再び悪化し、5月16日、イギリスは和約を破棄し再度フランスへ宣戦した。